# نقيب (رتبة عسكرية)

رتبة نقيب القوات البرية المصرية

النَّقِيب رتبة عسكرية وهي الرتبة الثالثة على مستوى الضباط. وتسمى الرتبة (بالإنجليزية: Captain)‏.
وهي من رتبة الضباط الأعوان (الأعوان: ملازم، ملازم أول، نقيب، الضباط القادة: رائد، مقدم، عقيد، الضباط الآمرين: عميد، لواء، عماد، فريق وكل ما يعلو رتبة فريق مثل رتبة مشير في مصر والعراق) وتمثل بكتافية عليها ثلاثة نجوم خماسية، في النظام العسكري العراقي للرتب يكون الضباط الأعوان من ملازم إلى رائد، الضباط القادة من مقدم إلى عميد، والأمراء من لواء فما فوق، ويعزف في المهرجانات العسكرية العراقية سلام الأمراء عند حضور الضيف الرئيسي ويكون يحمل رتبة لواء فما فوق، ويعزف السلام الجمهوري في المهرجانات العسكرية عند حضور ممثل رئيس الجمهورية (يحمل رتبة عسكرية أو لم يحمل).

## معرض الصور

رتبة نقيب القوات البرية المصرية
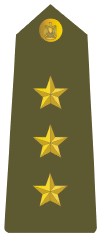
رتبة نقيب في فلسطين
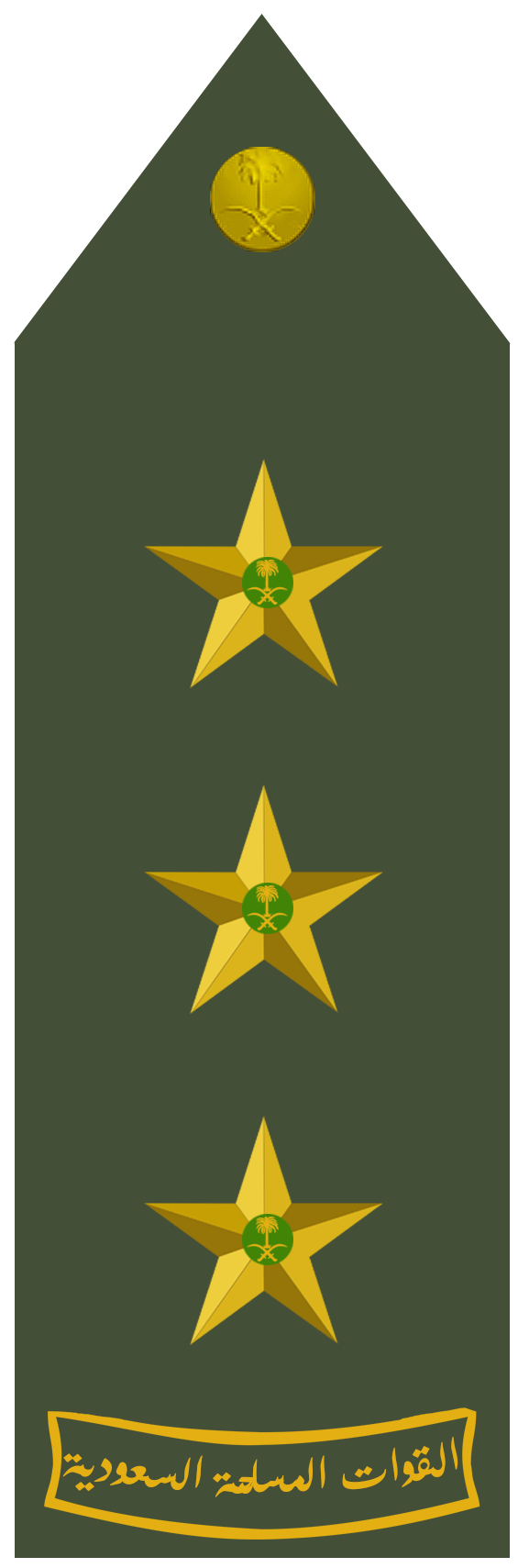
رتبة نقيب القوات البرية السعودية
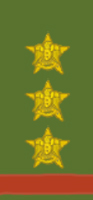
رتبة نقيب القوات البرية السورية
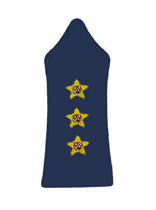
رتبة نقيب القوات المسلحة اللبنانية
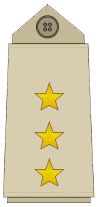
رتبة نقيب القوات البرية اليمنية
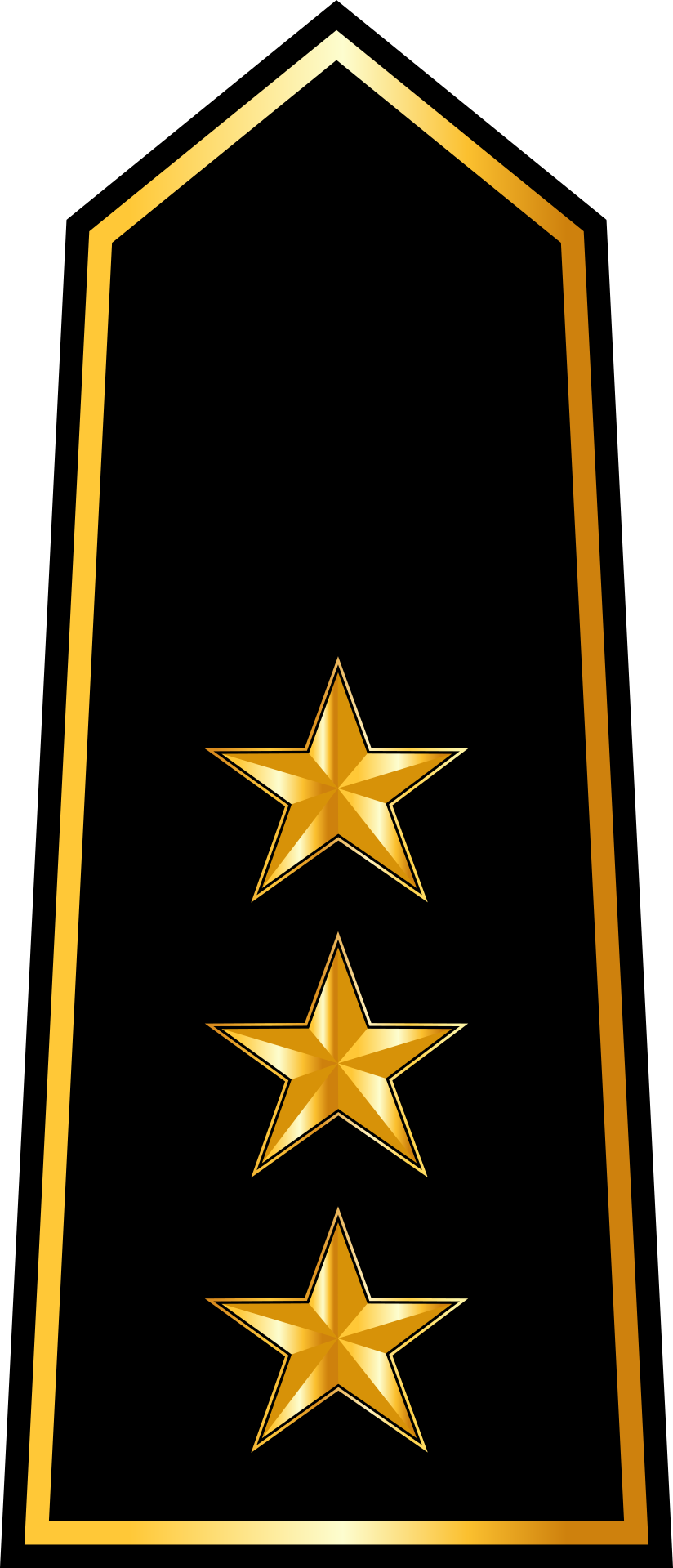
رتبة نقيب القوات البرية التونسية
رتبة نقيب القوات المسلحة الاردنية
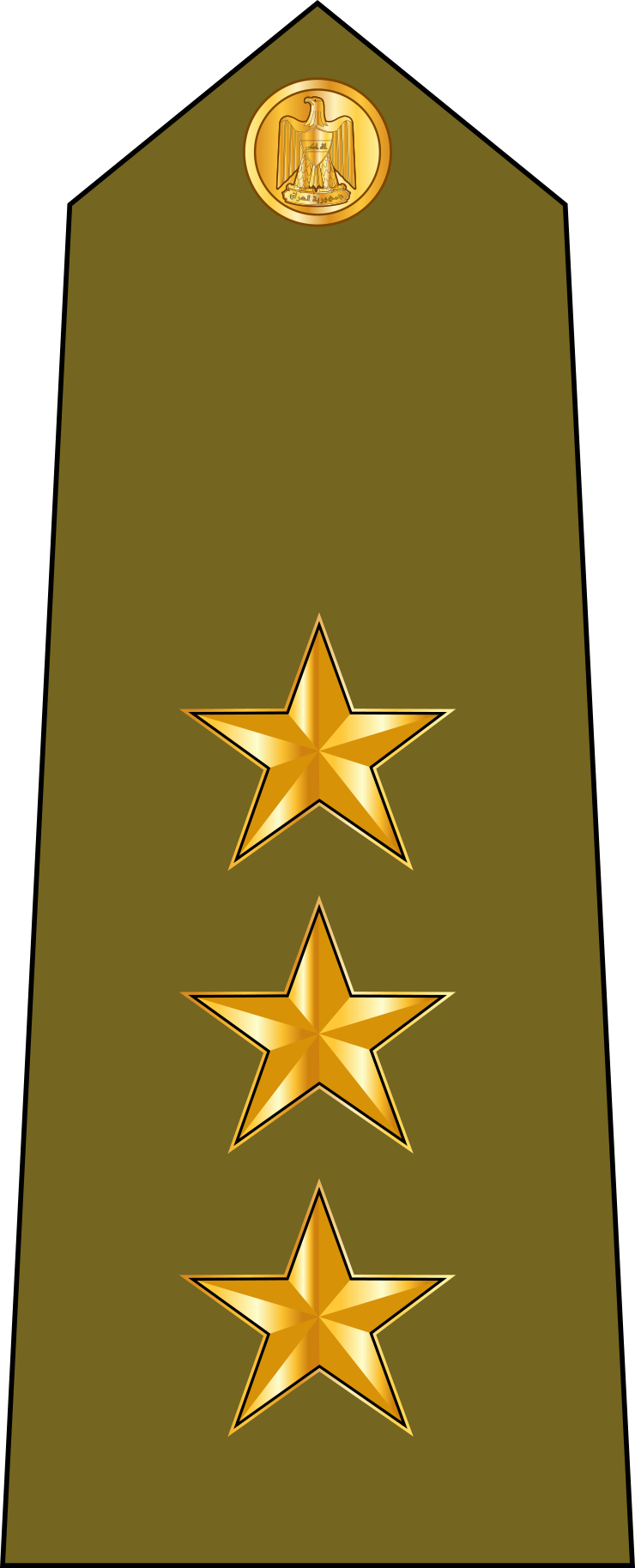
رتبة نقيب القوات المسلحة العراقية
رتبة نقيب القوات المسلحة الاماراتية